# La Libertad, Pitiquito
La Libertad är en ort i Mexiko.   Den ligger i kommunen Pitiquito och delstaten Sonora, i den nordvästra delen av landet, 1 800 km nordväst om huvudstaden Mexico City. La Libertad ligger 24 meter över havet och antalet invånare är 2 782.
Terrängen runt La Libertad är huvudsakligen platt, men åt nordväst är den kuperad. Havet är nära La Libertad åt sydväst.  Trakten runt La Libertad är nära nog obefolkad, med mindre än två invånare per kvadratkilometer. Det finns inga andra samhällen i närheten. 